# Quận Douglas, Wisconsin
Quận Douglas một quận thuộc tiểu bang Wisconsin, Hoa Kỳ. Quận lỵ đóng ở Superior. Theo điều tra dân số năm 2000 của Cục điều tra dân số Hoa Kỳ năm 2014, quận có dân số 43.698 người.

## Địa lý
Theo Cục điều tra dân số Hoa Kỳ, quận có diện tích 3883 km2, trong đó có 456 km2 là diện tích mặt nước.